# Székesfehérvári MÁV Előre SC
A MÁV Előre Sport Club Székesfehérvár legrégebbi sportegyesülete, amely 1909 óta aktívan működik. Napjainkban a klub zászlóshajójának a röplabdaszakosztály tekinthető. A női és férfi csapat is a nemzeti első osztályban szerepel és jelentős utánpótlásbázissal rendelkezik.
A röplabda mellett ökölvívó, minifutball, természetjáró, labdarúgó, tenisz, vívó, aikido, rúdsport, kézilabda, asztalitenisz, darts szakosztályokkal is rendelkezik a MÁV Előre SC.
Ami a múltat illeti, a labdarúgócsapat legjobb eredménye az NB I-ben egy tizenötödik helyezés még az 1978–79-es idényből. Pályájuk az azóta amerikaifutball-stadionná átépített székesfehérvári MÁV Előre stadion volt. A női röplabda szakosztály legjobb eredménye Fésüs Irén vezetésével NB I. Extraliga 4. helyezés a 2010-11-es szezonban.

## Névváltozások
- 1909–1910 Székesfehérvári Déli Vasúti Testedző Kör
- 1910–1919 Székesfehérvári Déli Vasúti Műhelymunkások Testedző Köre
- 1919–1923 Székesfehérvári Déli Vasúti Testedző Kör
- 1923–1932 Székesfehérvári Duna-Száva-Adria Vasút Előre Testgyakorlók Köre
- 1932–1948 Székesfehérvári MÁV Előre Testedző Körr
- 1948–1949 Székesfehérvári Vasutas SE
- 1949–1955 Székesfehérvári Lokomotív Sport Kör
- 1955–1957 Székesfehérvári Törekvés SC
- 1957–1989 Székesfehérvári MÁV Előre SC
- 1989 MÁV Előre Sport Club

## Híres játékosok
* a félkövérrel írt játékosok rendelkeznek felnőtt válogatottsággal.
Labdarúgók
- Bruder Károly
- Domján István
- Hartyáni Gábor
- László István
- Sárközi István
- Szigethi Károly
- Tieber László

Röplabdázók
- Fésüs Irén
- Fellegvári Teodóra
- Tálas Zsuzsanna
- Kötél Zsanett
- Vacsi Evelin
- Kötél Dóra

Kézilabdázók
- Barabás Zsolt

## Híres edzők
- Dávid Zoltán
- Szentmihályi Antal

## Sikerek
NB I
- A női röplabda Extraliga 4. helyezettje a 2010/2011-es szezonban
- A női röplabda NB I. Liga 1. helyezettje a 2021/2022-es szezonban
- A férfi röplabda NB I. Liga 1. helyezettje a 2021/2022-es szezonban
- A labdarúgó NB I. résztvevője: 1977–78, 1978–79, 1979–80